# Kedung Rejoso
Kedung Rejoso is een bestuurslaag in het regentschap Probolinggo van de provincie Oost-Java, Indonesië. Kedung Rejoso telt 2929 inwoners (volkstelling 2010).